# Zum Goldenen Handschuh

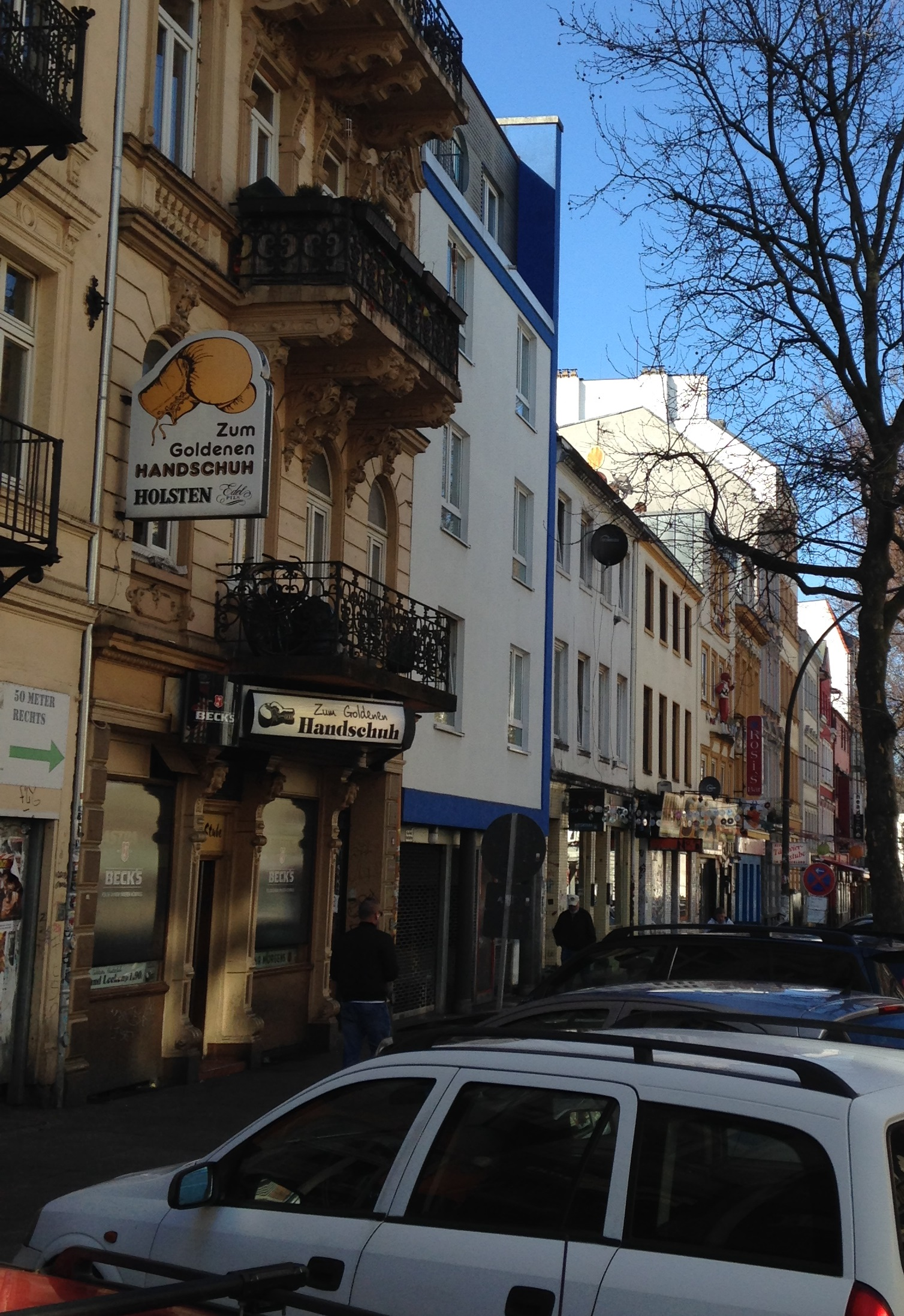
Eingang der Kneipe

Zum Goldenen Handschuh ist eine Kneipe im Hamburger Stadtteil St. Pauli in der Nähe der Reeperbahn.

## Geschichte
Gegründet und benannt wurde das Lokal 1953 durch den Boxer Herbert Nürnberg, der die Boxeuropameisterschaften 1937 und 1939 im Leichtgewicht („Goldene Handschuhe“) gewonnen hatte. Gegenwärtig wird die Kneipe von Jörn Nürnberg betrieben, einem Enkelsohn des Gründers.
Im Roman Der goldene Handschuh beschreibt der Schriftsteller Heinz Strunk Abschnitte aus dem Leben des Hamburger Serienmörders Fritz Honka in den 1970er-Jahren, der seine Opfer auch im Goldenen Handschuh kennenlernte.

## Dokumentarfilm
- »Zum Goldenen Handschuh« Der härteste Tresen der Welt Spiegel TV. Ein Film von Steffen Vogel, 25. November 2023